# فرانتس شوبرت
فرانتس پیتر شوبرت (به آلمانی: Franz Peter Schubert) (زادهٔ ۳۱ ژانویهٔ ۱۷۹۷ – درگذشتهٔ ۱۹ نوامبر ۱۸۲۸) (آلمانی: [ˈfʁant͡s ˈpe:tɐ ˈʃu:bɐt])، آخرین آهنگساز اتریشیِ برجستهٔ مکتب موسیقی کلاسیک/ رمانتیک بود. او در عمر بسیار کوتاه خود ۹ سمفونی، ۱۴ کوارتت زهی، ۲ تریوی پیانو، و بسیاری آثار زیبای دیگر پدید آورد اما بدون شک آنچه نام و جایگاه او را بی‌همتا نگاه می‌دارد، لیدها (ترانه‌ها)ی اوست؛ ۶۰۳ لید یا ترانه در ۳۱ سال زندگی‌اش نشانگر آن است که او هیچ‌وقت از آواز جدا نبوده‌است. هنگامی که به آثار مجلسی او نگاه می‌کنیم، تریوهای پیانوی او را بسیار موفق می‌یابیم؛ چرا که بیش از هر فُرم دیگری به خط آواز نزدیک است.
در اغلب آثارش، ویولن و ویولنسل خط آواز را دنبال می‌کنند و پیانو در حقیقت همراهی‌کننده است. در میان تمام آهنگ‌سازان، شوبرت بهترین الگو است برای قسمت‌هایی که قبلاً هرگز کشف نشده بود.
همچنین، نُت‌های سازهای بادی او بر طبق نظر اغلب متخصصان موسیقی در واقع منحصربه‌فردند.

## سمفونی‌ها
شوبرت علاقهٔ فراوانی به آواز داشت و بسیاری از کارهای زیبایِ آوازی (لیدِ) خود را در نوجوانی تصنیف کرد. در ۱۸ سالگی حدود ۱۵۰ کار آوازی ساخت و در ۱۹ سالگی، که تجارب بسیاری در ساخت موسیقی آوازی به دست آورده بود، ۱۸۰ اثر شامل کارهای آوازی، اپرا، سمفونی و مس خلق کرد.

### سمفونی شماره یک
اولین سمفونی شوبرت در پاییز سال ۱۸۱۳ تنظیم شد و به وسیلهٔ ارکستر کونویک وین اجرا گردید. محلی که شوبرت حدود ۵ سال در آنجا مطالعه داشت و این البته اولین کار ارکستر بزرگ او بود، وی این اثر را برای سازهای زهی نرمال (متوسط) تنظیم کرده و سازهای بادی متشکل از یک فلوت، دو ابوا، یک کلارینت، یک فاگوت، دو ترومپت، دو هورن و یک تیمپانی می‌باشد، شروع و حرکت اول سمفونی در فُرم آداجیو می‌باشد، تغییر سازهای بادی در بخش‌های متنوع این اثر ذوقی جادویی به همراه دارد.

### سمفونی شماره دو
دومین سمفونی وی دقیقاً یک سال بعد از سمفونی شماره یک تنظیم شد و اختلاف بین این دو سمفونی را می‌توان تأکید زیاد روی یک بخش جدید مانند ترکیب تکنیکی که در آن زمان درخور و مناسب شوبرت بود شمرد، ارکستراسیون مشابه همان ارکستراسیون سمفونی شماره یک است، در اجرا شاهد یک مقدمه آرام که خیلی آهسته و نرم در حرکت است می‌باشیم و در نهایت هم‌زمان با ورود فلوت دوم، سازهای زهی و بادی به تکرار صداهایی موزون و هماهنگ می‌پردازند.

### سمفونی شماره پنج
سمفونی شماره ۵ جمع‌وجورترین سمفونی آهنگساز است و شوبرت آن را برای کوچکترین ارکستر (در قیاس با ارکسترهای سمفونی‌های دیگرش) نوشته شده‌است، سازبندی این ارکستر مشتمل است بر فلوت، دو ابوا، دو فاگوت، دو هورن، و سازهای زهی، و در واقع ارکستری است هایدنی بدون ترومپت‌ها و طبل‌ها، نیز بدون کلارینت‌ها که در تمام سمفونی‌های دیگرِ شوبرت حضور دارند، این بازگشت به امکاناتِ اندکِ قرن هجدهم ظاهراً مقارن است با تصمیم‌گیری آگاهانهٔ شوبرت در مورد دست شستن از تقلید بتهوون در زمینهٔ تصنیف سمفونی و برگشتن به سرچشمهٔ کلاسیک هایدن و موتسارت.

### سمفونی شماره هشت یا ناتمام (Unfinished)
هرچند شوبرت را به خاطر کارهای آوازی اش در اصل به عنوان یک چکامه سرا می‌شناسند اما نمی‌توان از کنار سمفونی‌های او بخصوص سمفونی شماره ۸ یا ناتمام (Unfinished) در سی مینور و همچنین سمفونی شماره ۹ او معروف به بزرگ (The Great) در دو ماژور به سادگی گذشت، شوبرت این سمفونی را سه سال قبل از مرگش نوشت، سمفونی شماره ۸ یا ناتمام او برای ارکستری به بزرگی ارکستر سمفونی بزرگ در دو ماژور نوشته شده‌است که مناسب سالن‌های کنسرت عمومی است
سازهای بادی چوبی دوبل، جفت‌های هورن و ترومپت، ۳ ترومبون، تیمپانی، به همراه سازهای زهی، مشکل اصلی احتمالاً آنجا بود که شوبرت فکر می‌کرد اثری می‌سازد که تقریباً شنونده‌ای نخواهد داشت و به همین دلیل در پاییز ۱۸۲۲ از تکمیل اثر منصرف شد و پس از آن همدیگر سعی نکرد کاملش کند یا به اجرایش درآورد، هنگامی که اثر را نیمه کاره رها کرد دو موومان اول را پاکنویس کرده بود اما فقط طرح مقدماتی یک اسکرتسو را ریخته بود، از طرح‌های مقدماتی اش برای فینال اثری به جا نمانده.
شوبرت شش سمفونی نخستش را نه به قصد اجرای عمومی بلکه برای گِردهمایی‌های موسیقی خصوصی خانواده و دوستان خانوادگی پدیدآورد، با وجود این، زبان موسیقایی شوبرت در آستانهْ بیست سالگی تقریباً شکل گرفته بود و نواخت‌های عدیده ملودی و هارمونی و بخصوص تغیرات جادویی تونالیته، همه ثابت می‌کنند که سراسر آثارش صدای موسیقی او را می‌دهد.
دستنوشته دو موومان کامل سمفونی شماره ۸ سال‌ها در اختیار دو برادر به نام‌های یوزف و آنزلم هوتنبرنر از اهالی گراتس قرار داشت
یکی از نشانه‌های غیرعادی بودن سمفونی «ناتمام» این است که تِم‌های اصلی آن، چه در اکسپوزیسیون‌ها و چه در برگشت‌ها، نشانه پیانیسیمو (خیلی ضعیف) دارند، نکته جالب توجه دیگر این سمفونی شروع هشت میزانی آغازین توسط ویولنسل‌ها و کنترباسها است که در آن زمان برای شروعِ یک آلگروی سمفونیک بی‌سابقه بود.

### سمفونی شماره نهم (The Great)
بر دستنوشته سمفونی بزرگ در دو ماژور شوبرت، که در بایگانی انجمن فیلارمونیک وین نگهداری می‌شود، تاریخ مارس ۱۸۲۸ به چشم می‌خورد.
سال‌های سال از روی ظواهر امر نظر می‌دادند که این اثر یکی از آثار عدیده‌ای است که در آخرین سال زندگی شوبرت ساخته شده‌است، لیکن دیگر معلوم شده که بخش اعظم این سمفونی تقریباً سه سال پیش تر از این تاریخ، یعنی در تابستان ۱۸۲۵ تصنیف شده‌است و شاید مارس ۱۸۲۸ صرفاً تاریخ بازبینی جامع و نهایی سمفونی باشد، به بیان دیگر، این سمفونی همان سمفونی موسوم به «گموندن - گاستاین» است که شوبرت در جریان تعطیلاتی در ناحیه کوهستانی گاستاین در تابستان ۱۸۲۵ روی آن کار می‌کرد و بسیاری از شوبرت شناسان از سِر جورج گروو به بعد آن را گمشده می‌دانستند
شواهد این تاریخ‌گذاری مجدد را نخستین بار جان رید، شوبرت‌شناس بریتانیایی در کتابی به نام «شوبرت؛ سال‌های واپسین» که در سال ۱۹۷۹ منتشر شد عرضه کرد.
او آثار کاملاً قابل استنادی را تا سال ۱۸۲۸ بررسی می‌کند و به روشنی نشان می‌دهد که نیمرخ آفریده‌های شوبرت در این دورهُ واپسین در صورت حذف این سمفونی به مراتب واضحتر می‌نماید.
سمفونی با یک مقدمه آرامِ وسیع و قدرتمندانه آغاز می‌شود، تِم آغازین که نخست با دو هورن بدون همراهی نواخته می‌شود، معنا و اهمیتی دارد که تا ورای مقدمه ادامه پیدا کرده و بسط داده می‌شود.

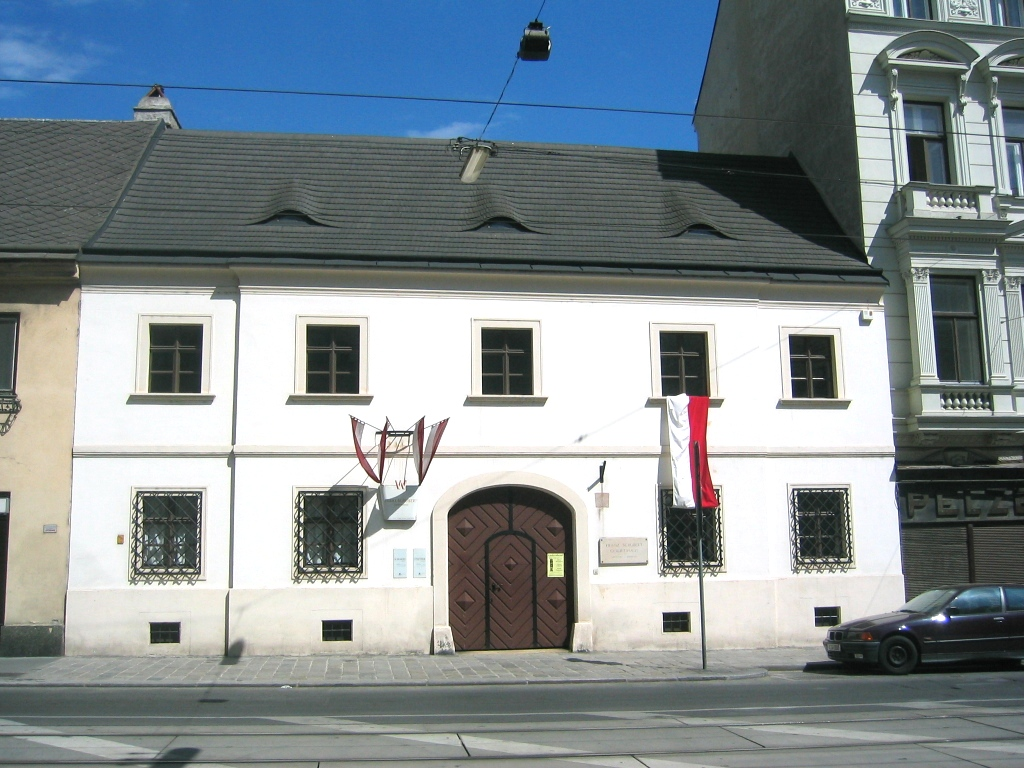
خانه تولد شوبرت در نوسدرف اتریش

## زندگی
دوازدهمین فرزند درمیان ۱۴ فرزند خانوادهٔ شوبرت، فرانتس نخستین درس‌های پیانوی خود را از پدرش گرفت، درحالی‌که از برادر بزرگ‌ترش نواختن ساز آلتو را می‌آموخت. از ۱۸۰۸ تا ۱۸۱۳ او خوانندهٔ گروه کر سلطنتی وین است و هم‌زمان در همان‌جا از آنتونیو سالیری درس موسیقی می‌گیرد. در همین دوره و باوجود مخالفت‌های پدرش، که حتی وی را از ورود به خانه و دیدار مادرِ رو به مرگش بازمی‌دارد، شوبرت شروع به آهنگ‌سازی می‌کند. در آغاز، نوشتن برای پیانو را می‌آزماید، ولی خیلی زود به نوشتن برای سایر سازها و فرم‌ها نیز مبادرت می‌ورزد؛ ازجمله ۸ چهارنوازی (کوارتت) برای سازهای زهی و به‌ویژه ترانه‌های آلمانی (لید: Lieder). در ۱۸۱۳ (۱۶سالگی) و درحالی‌که بسیار زیر تأثیر آهنگ‌سازان بزرگی چون هایدن، موتسارت و بتهوون است، نخستین سمفونی خود را می‌نویسد، و اندکی بعد، در ۱۷سالگی، نخستین اپرا، نخستین مس، و به‌ویژه نخستین شاهکارِ لیدِ خود، یعنی Gretchen am Spinnrade را می‌آفریند. در سال ۱۸۱۸ شوبرت به‌عنوان معلم سرخانهٔ فرزندان کُنت استرهازی در مجارستان مشغول کار می‌شود. او بجز این دوره، بیشترِ زندگی خود را در وین سپری کرد و به‌دلیل بی‌کاری و بی‌پولی، بیشتر روزهای عمرش را در منزل دوستانش گذراند و زندگی خود را وقف آهنگ‌سازی کرد. در ۱۸۲۳، شوبرت به بیماری سیفلیس دچار شد و این بر روی آثار او تأثیر گذاشت و وی هرچه بیشتر به آثار هرچه ژرف‌تر روی آورد. او در ۳۱ سالگی بر اثر بیماری تب تیفوئید در شب ۱۹ نوامبر ۱۸۲۸ درگذشت و او را همان‌طور که وصیت کرده بود در جوار آرامگاه بتهوون به خاک سپردند.

## برخی از آثار
ازجملهٔ این آثار می‌توان به اینها اشاره کرد:
- ۷ مس
- ۱۰ سمفونی
- ۲۲ سونات پیانو
- ۱۵ چهارنوازی (کوارتت) برای سازهای زهی
- حدود ۶۰۰ ترانه (لید)، ازجمله:

آواز قو
سفر زمستانی
انقلاب
دختر زیبای آسیابان
ماهی قزل‌آلا (پنج‌نوازی (کوینتت) برای پیانو و سازهای زهی)
- ۱۱ اپرا ازجمله نامدارترین آن‌ها رزاموند
- فهرست آثار